# Импрессионизм (литература)
Импрессиони́зм в литературе — один из литературных стилей, распространившийся в мире в конце XIX – начале XX веков, опиравшийся на мимолётные впечатления и ассоциации.
Появился под влиянием одноимённого европейского живописного стиля. Развивался во многих странах Европы, включая Россию.
В литературе этот стиль не сложился как отдельное направление, однако его отдельные черты нашли отражение в натурализме и, особенно, символизме. Основные признаки импрессионистского стиля сформулировали братья Гонкур в своём произведении «Дневник», где фраза: «Видеть, чувствовать, выражать — в этом всё искусство», стала едва ли не основным принципом для многих писателей.
Импрессионизм выражен в романах Эмиля Золя. Также представителями импрессионизма в литературе являются Томас Манн, Оскар Уайльд, Стефан Цвейг. Пример поэтического импрессионизма — сборник Поля Верлена «Романсы без слов» (1874). В России влияние импрессионизма испытали, в первую очередь, Константин Бальмонт и Иннокентий Анненский.
Настроения импрессионизма коснулись и драматургии (импрессионистская драма), где в пьесы вторгалось пассивное восприятие мира, анализ настроений, душевных состояний, в диалогах концентрируются разрозненные впечатления. Эти признаки нашли своё отражение в творчестве Артура Шницлера, Мориса Метерлинка, Гуго фон Гофманстля.
Импрессионизм в литературе в частности, так и в целом в искусстве, потерял своё значение после первой мировой войны, в середине 1920-х годов.